# ييني وحيد
ييني وحيد (بالإندونيسية: Yenny Wahid)‏‏ (29 أكتوبر 1974 - ) صحفية، وسياسية من إندونيسيا.